# Georg Knill
Georg Knill (* 2. Jänner 1973) ist ein österreichischer Unternehmer. Er ist geschäftsführender Gesellschafter der Knill Gruppe. Am 18. Juni 2020 wurde er zum Präsidenten der österreichischen Industriellenvereinigung (IV) gewählt.

## Leben
Georg Knill besuchte nach der Volksschule und dem Realgymnasium in Weiz von 1987 bis 1992 die HTL Weiz (Fachrichtung Maschinenbau/Betriebstechnik). Seit 1993 ist er für die Knill-Gruppe tätig, seit 2002 leitet er gemeinsam mit seinem älteren Bruder Christian Knill die Unternehmensgruppe. Außerdem ist er Aufsichtsratsvorsitzender der Rosendahl Nextrom GmbH, einem Tochterunternehmen der Knill-Gruppe. Von 2001 bis 2008 war er Vorsitzender der Jungen Industrie Steiermark. 2007 wurde er Vorstandsmitglied der Industriellenvereinigung Steiermark sowie im Bundesvorstand. Von 2012 bis 2016 fungierte er als Vizepräsident der Industriellenvereinigung Steiermark, 2016 wurde er deren Präsident.
Am 18. Juni 2020 wurde er als Nachfolger von Georg Kapsch zum Präsidenten der österreichischen Industriellenvereinigung gewählt. Erstmals in der Geschichte der Industriellenvereinigung kam es zu einer Kampfabstimmung, Gegenkandidaten waren Martin Ohneberg und Wolfgang Eder. Knill wurde vom über 120-köpfigen Vorstand für eine Funktionsperiode von vier Jahren bis 2024 gewählt, in einer Stichwahl setzte er sich gegen Martin Ohneberg durch. Stellvertreter für die Funktionsperiode 2020 bis 2024 wurden Sabine Herlitschka und Philipp von Lattorff (Boehringer Ingelheim). Nachfolger als Präsident der Industriellenvereinigung Steiermark wurde Stefan Stolitzka. Vom Industriemagazin wurde Knill 2020 auf der Liste der einflussreichsten österreichischen Manager auf Platz acht und 2021 auf Platz neun gereiht.
Im Juni 2024 wurde er als Präsident der Industriellenvereinigung für eine zweite Funktionsperiode bis 2028 wiedergewählt.
Knill ist verheiratet und Vater zweier Töchter.

## Politische Positionen

### Verkürzung/Verlängerung der Wochenarbeitszeit
Knill fordert höhere Sozialversicherungsbeiträge für Arbeitnehmer, die freiwillig teilzeitbeschäftigt sind. Als Begründung nannte er die Absicherung von Pensionen, des Krankenversicherungssystems, der Arbeitslosenversicherung und der Steuerleistung. Er lehnt die Einführung einer Vier-Tage-Woche bei vollem Lohnausgleich als „irreal“ ab. Stattdessen fordert er Maßnahmen, um den Umstieg von Arbeitnehmern von Teil- auf Vollzeitarbeit zu fördern und die Einführung der 41-Stunden-Woche bei gleichbleibendem Einkommen.

### Sozialstaat
Knill spricht sich für einen „schlanken, effizienten“ Staat aus, der sich „auf Grundfragen zurückbesinnt“. Er fordert Einsparungen im Pensions- und Gesundheitsbereich. Die aktuelle Höhe der Arbeitslosenversicherung wird von Knill kritisiert. Eine Erhöhung des Arbeitslosengeldes fördere „Inaktivität“ der Arbeitnehmer. Das aktuelle Pensionssystem bezeichnet Knill als „unfair“, Reformen seien notwendig. So solle der längere Verbleib älterer Menschen im Arbeitsleben gefördert, das Pensionssystem an die gestiegene Lebenserwartung angepasst werden.

### Vermögens- und Erbschaftssteuern
Knill lehnt Vermögens- und Erbschaftssteuern ab.

### Pensionsantrittsalter
Im Juni 2025 forderte Knill eine Anhebung des Pensionsantrittsalters in Österreich auf 70 Jahre. Er begründete dies damit, dass das Pensionssystem nicht gesichert sei, Reformen seien daher notwendig.

### Lohnnebenkosten
Knill spricht sich für Kürzung der Lohnnebenkosten aus. So fordert er, dass der von Arbeitgebern finanzierte Familienlastenausgleichsfonds vom „allgemeinen Budget“ finanziert werden soll. Auch der Arbeitslosenversicherungsbeitrag solle gekürzt werden.

### Nationalratswahl und Koalitionsverhandlungen 2024/25
Nach der Nationalratswahl 2024 sprach sich Knill öffentlich für eine Regierung unter Führung der rechtsextremen FPÖ aus, die aus der Wahl als stärkste Partei hervorgegangen war. Nach dem Scheitern der Koalitionsverhandlungen zwischen FPÖ und ÖVP im Februar 2025 äußerte Knill tiefes Bedauern. Es sei für ihn unverständlich, dass man über „Ressortverteilungen“ und „machtpolitische Themen“ nicht hinausgekommen sei. Im Zusammenhang mit dieser Präferenz wurde medial, wie auch durch eine parlamentarische Anfrage an den Wirtschaftsminister die Bedeutung von Geschäften der Knill-Gruppe in Russland hinterfragt.

## Auszeichnungen
- 2021: Ehrensenator der Technischen Universität Graz[26]